# Mjesni odbor
 Ovo je glavno značenje pojma Mjesni odbor. Za druga značenja pogledajte Mjesni odbor (glazbena skupina).
Mjesni odbor u Republici Hrvatskoj je oblik mjesne samouprave koji se osniva statutom jedinice lokalne samouprave (grada ili općine) kao oblik neposredna sudjelovanja stanovnika u odlučivanju o lokalnim poslovima od neposredna i svakodnevna utjecaja na njihov život i rad. Mjesni odbor osniva se za jedno naselje, više međusobno povezanih manjih naselja ili za dio većeg naselja, odnosno grada koji u odnosu na ostale dijelove čini zasebnu razgraničenu cjelinu (dio naselja). Inicijativu i prijedlog za osnivanje mjesnog odbora mogu dati građani i njihove udruga te druga tijela određena u statutu općine, odnosno grada.
Tijela mjesnog odbora su vijeće mjesnog odbora i predsjednik vijeća mjesnog odbora. Vijeće mjesnog odbora biraju stanovnici s područja mjesnog odbora koji imaju biračko pravo (Lokalni i područni (regionalni) izbori u Hrvatskoj). Mandat članova vijeća mjesnog odbora traje četiri godine. Vijeće mjesnog odbora iz svoga sastava većinom glasova svih članova bira predsjednika vijeća na četverogodišnji mandat.
U gradovima se mogu statutom osnivati gradski kotarevi ili gradske četvrti kao posebni oblici mjesne samouprave. Mjesni odbori, gradske četvrti i gradski kotarevi su pravne osobe.

## Poveznice
- Lokalna i područna (regionalna) samouprava u Hrvatskoj
- Lokalni i područni (regionalni) izbori u Hrvatskoj